# ボディ・ダブル
『ボディ・ダブル』（Body Double）は、1984年のアメリカ合衆国のサイコスリラー映画。
ブライアン・デ・パルマ監督が、ヒッチコックの『裏窓』（1954年）や『めまい』（1958年）をモチーフに、技術的にもかつてのヒッチコック映画で使われた技法を駆使して作った個人趣味の集大成的スリラーであり、エロチック度が加味されている。出演はクレイグ・ワッソンとメラニー・グリフィスなど。
デ・パルマが第5回ゴールデンラズベリー賞で最低監督賞にノミネートされる一方、ポルノ女優を演じたメラニー・グリフィスが第42回ゴールデングローブ賞で助演女優賞にノミネートされた。

## ストーリー
B級映画専門の売れない俳優ジェイクが、留守番を頼まれた邸宅から望遠鏡でセクシーな隣人グロリアの姿を覗き見たことから巻き込まれた猟奇的な殺人事件を描く。

## キャスト
| 役名               | 俳優                 | 日本語吹替                                                                                                  |
| 役名               | 俳優                 | テレビ朝日版                                                                                                |
| ------------------ | -------------------- | --- |
| ジェイク・スカリー | クレイグ・ワッソン   | 富山敬 |
| ホリー・ボディ     | メラニー・グリフィス | 高島雅羅 |
| サム・ブシャール   | グレッグ・ヘンリー   | 千田光男 |
| グロリア・レヴェル | デボラ・シェルトン   | 一柳みる |
| ジム・マクレーン   | ガイ・ボイド         | 池田勝 |
| ルービン           | デニス・フランツ     | 坂口芳貞 |
| ウィル             | デヴィッド・ハスケル | 広瀬正志 |
| その他             |                      | 大塚芳忠 幹本雄之 峰恵研 大滝進矢 藤城裕士 岡のりこ 円谷文彦 海野圭子 花咲きよみ 小川里永子 林優子 山中一徳 |
|                    |                      | |
| 演出               |                      | 松川陸 |
| 翻訳               |                      | たかしまちせこ                                                                                              |
| 調整               |                      | 遠西勝三 |
| 効果               |                      | 南部満治 大橋勝次 河合直                                                                                    |
| 担当               |                      | 圓井一夫 |
| 解説               |                      | 淀川長治 |
| 制作               |                      | ニュージャパンフィルム                                                                                      |
| 初回放送           |                      | 1989年9月17日 『日曜洋画劇場』                                                                              |

## 作品の評価
Rotten Tomatoesによれば、批評家の一致して見解は「ブライアン・デ・パルマの映画製作の華麗な表現と評価が大きく分かれるテイストを実証している『ボディ・ダブル』は、映画作りに対する下品なラブレターである。」であり、34件の評論のうち高評価は76%にあたる26件で、平均点は10点満点中6.17点となっている。
Metacriticによれば、18件の評論のうち、高評価は11件、賛否混在は5件、低評価は2件で、平均点は100点満点中69点となっている。